# Вест Норитон (Пенсилванија)
Вест Норитон (енгл. West Norriton) град је у америчкој савезној држави Пенсилванија.

## Демографија
По попису из 2000. године број становника је 14.901.
| Група             | 2000.          | 2010.    |
| Белци             | 13.185 (88,5%) | 0 (0,0%) |
| Афроамериканци    | 909 (6,1%)     | 0 (0,0%) |
| Азијати           | 407 (2,7%)     | 0 (0,0%) |
| Хиспаноамериканци | 236 (1,6%)     | 0 (0,0%) |
| Укупно            | 14.901         | 0        |